# Canton (videogioco)
Canton è un videogioco strategico a turni con fasi picchiaduro pubblicato nel 1991 per Amiga dalla SoftMail, divisione di vendita per corrispondenza della Lago. Si impersona un mercante medievale con l'obiettivo di accumulare ricchezze, viaggiando per il mondo a partire da Canton e facendo anche uso delle armi. Principalmente si tratta di un gioco strategico, ma con meccaniche piuttosto semplici.
Il programma venne pubblicato soltanto in italiano, per il mercato italiano.

## Trama
È il 1375 e il mandarino di Canton deve assegnare il titolo di Gran Ciambellano a uno tra quattro mercanti candidati: un italiano, un cinese, un arabo e un indiano. La carica viene promessa a chi si dimostrerà il più abile nella sua professione, accumulando più ricchezza viaggiando tra almeno 9 città. I contendenti useranno anche mezzi illegali, inviando predoni al proprio servizio a intralciare gli avversari.

## Modalità di gioco
Alla partita partecipano sempre quattro contendenti, nei panni dei quattro mercanti, ciascuno controllato da un giocatore o dal computer. Il gioco si svolge su una mappa a schermo fisso che rappresenta gran parte dell'Asia e parte dell'Europa e dell'Africa. La mappa è suddivisa in territori, ognuno intitolato a una città e ognuno contenente all'inizio un sigillo, tranne le caselle di mare e Canton che è la casella di partenza.
I sigilli vengono raccolti dal primo giocatore che sposta il suo mercante sul rispettivo territorio; l'obiettivo finale è raccogliere 9 sigilli e tornare a Canton con più denaro di tutti gli altri giocatori.
Ogni giocatore possiede sempre quattro pedine sulla mappa, il mercante e tre predoni, utilizzabili per depredare i mercanti avversari o per proteggere il proprio. A ogni turno si possono spostare in modo indipendente tutte le unità tra due territori adiacenti, prima i predoni e infine il mercante.
Per ogni spostamento compare un'animazione decorativa in sovrapposizione, con mezzi di trasporto diversi (cavallo, cammello, elefante, veliero) a seconda del luogo. Le animazioni sono in parte disabilitabili dall'utente.
Quando un predone entra in una casella dove è presente una pedina avversaria, avviene un combattimento. Si può scegliere, come impostazione generale, se giocare i combattimenti come sequenze d'azione o lasciar determinare casualmente i risultati al computer.
La sequenza d'azione è un picchiaduro bidimensionale uno contro uno; i due personaggi  sono armati di bastone e possono usare tre tipi di mosse. La scena si svolge su un elaborato fondale a tema con il luogo geografico; ci sono in tutto otto possibili ambientazioni, ciascuna in versione diurna o notturna.
Quando un predone batte un altro predone, il vincitore può mandare la pedina sconfitta in un qualunque altro territorio della mappa; viene mostrata l'animazione di un drago che sposta la pedina. Quando si sconfigge direttamente il mercante, lo si rapina di una parte del suo denaro. Se il mercante batte in difesa il predone, vince la possibilità di uno spostamento bonus di tre caselle.
Un'altra impostazione generale, che può rendere la strategia più complessa, è quella del commercio dettagliato. Se disattivata, i mercanti ricevono automaticamente del denaro quando conquistano un sigillo.
Se attivata, in ogni territorio i mercanti possono comprare e vendere merci, cercando di guadagnare acquistando dove costano poco e rivendendo in altre regioni dove il valore è più alto. Ci sono quattro merci: perle, pietre dure, manufatti e spezie, e i prezzi variano oltre che tra i territori, anche in base alle quantità trafficate dai giocatori.
Si possono incontrare alcune avversità casuali: i pirati e la peste.
C'è la possibilità di salvare la partita.

## Sviluppo
Canton venne programmato da Paolo Pobbiati, che sosteneva di essersi ispirato a un gioco da tavolo inventato da alcuni suoi amici. Per la grafica ci fu la collaborazione di Mauro Ghisalberti, che era alla sua prima esperienza di grafica al computer.
In quegli anni la Lago era prevalentemente un'importatrice e distributrice, ma questo fu uno dei pochi giochi originali, sviluppati in Italia, di cui fu editrice.
L'anno precedente aveva pubblicato un altro strategico per Amiga, Guerrilla in Bolivia, che è anche l'unico altro videogioco di rilievo sviluppato da Pobbiati.

## Accoglienza
Canton fu ben accolto dalle principali riviste di settore italiane dell'epoca.
The Games Machine fu la più entusiasta (voto 89%), apprezzò la grafica e la giocabilità, trovando come unica pecca le sequenze d'azione un po' scarne.
K (798/1000) trovò il gioco semplice ma vario, interessante soprattutto per gli amanti dei giochi da tavolo e per chi desiderasse un gioco adatto a tutta la famiglia; riteneva l'aspetto grafico particolarmente curato, soprattutto gli sfondi dei combattimenti.
Computer+Videogiochi (75%) trovò la strategia limitata dall'assenza di possibili potenziamenti per i predoni (es. acquisto di armi), altrimenti il gioco sarebbe potuto essere eccellente.